# ディバン・ルソウ
ディバン・ルソウ（Divan Rossouw、1996年3月12日 - ）は、メジャーリーグラグビーシアトル・シーウルブズに所属するラグビーユニオン選手。

## プロフィール
- ナミビア・ウィントフック出身[1]。
- ポジションはスタンドオフ(SO)、ウィング(WTB)、フルバック(FB)。
- 身長 187cm、体重 92kg
- U20ナミビア代表に選ばれたことがある[2]
- ナミビア代表キャップは4（2025年2月現在）でラグビーワールドカップ2023のナミビア代表に選ばれた[3]。

## 略歴
ブルー・ブルズ、ブルズ、ゴールデン・ライオンズ、ライオンズ、クラスニヤール・クラスノヤルスクを経て、2023年、シアトル・シーウルブズに加入。